# Kgomotso Christopher
Kgomotso Christopher (25 de marzo de 1979) es una actriz y locutora sudafricana, reconocida por su participación en las series de televisión Isidingo como Katlego Sibeko y Scandal como Yvonne Langa. También se desempeña como presidenta no ejecutiva del Consejo de Administración de los Premios de Teatro Naledi.

## Biografía
Christopher se licenció en Derecho y Política en la Universidad de Ciudad del Cabo. Cuando se graduó recibió el premio Jules Kramer de Bellas Artes. En 2004 obtuvo un máster de Bellas Artes en Teatro en la Universidad de Columbia, en Nueva York. Siguió viviendo y trabajando en Estados Unidos y el Reino Unido hasta 2008.
Además de su participación en las mencionadas series Isidingo y Scandal, Christopher integró el reparto de los seriados Madam & Eve, SOS, Backstage y Moferefere Lenyalong. Ha hecho apariciones en producciones teatrales de Romeo y Julieta, Sueño de una noche de verano, Hamlet y Dr. Faustus. El 15 de noviembre de 2018 reveló en su cuenta de Instagram que es la voz detrás del sistema de respuesta de voz interactiva de la empresa MTN.

## Filmografía

### Televisión
| Año         | Título                    | Papel            |
| ----------- | ------------------------- | ---------------- |
| 2010 - 2012 | 4Play: Sex Tips for Girls | Nox Madondo      |
| 2011 - 2016 | Isidingo                  | Katlego Sibeko   |
| 2013        | Zaziwa                    | Ella misma       |
| 2014        | The Comedy Central Roast  | Ella misma       |
| 2016        | Moferefere Lenyalong      | Cameo            |
| 2018        | Scandal!                  | Yvonne           |
| 2017        | Thola                     | Ramatla Moleleki |
| 2020        | Legacy                    | Dineo Price      |

### Cine
| Año  | Título       | Papel |
| ---- | ------------ | ----- |
| 2017 | Zulu Wedding | Rene  |